# Vera Obrenović Delibašić
Vera Obrenović Delibašić (Livno, 12. фебруар 1906-1992), bosanskohercegovačka književnica, muzičarka i aktivistkinja.

## Biografija
Vera Obrenović Delibašić rođena je u Livnu. Završila je Višu pedagošku školu u Sarajevu, na kojoj je i predavala. Bila je prva violina Sarajevske filharmonije u kojoj svira do 1941. Nakon 1951. godine seli se u Beograd u kom živi sve do svoje smrti.

## Umetničko stvaralaštvo
Svoje prve radove, pesme i pripovetke objavila je časopisu Gajret. Tokom  perioda Drugog svetskog rata napisala je prvi socrealistički roman o NOP-u u dva nastavka pod nazivom: "Kroz ničiju zemlju" i "Kroz Ničiju zemlju dva" što je svrstava u prve bosanskohercegovačke romansijerke. Godine 1955. godine objavljuje zbirku pripovedaka Zore nad Mahalama u kome piše o životu za vreme i nakon Drugog svetskog rata, dok u Cetinju objavljuje dva romana „Od kolijevke do Sutjeske” (1961) i roman „Višnja iz Ničije Zemlje” (1971).
Bila je prva žena u BiH koja je objavila roman.